# 中国国民党 (汪兆銘政権)
日中戦争中、中国国民党副総裁で元中華民国行政院長の汪兆銘は、1939年に国民党から離党して南京に新たな国民党を設立した。正式名称は中国国民党（繁体字: 中國國民黨、拼音: Zhōngguó Guómíndǎng、英語: Chinese Nationalist Party、Kuomintang）であったが、重慶の蔣介石率いる国民党と区別するために汪偽国民党、南京国民党とも呼ばれる。

## 歴史

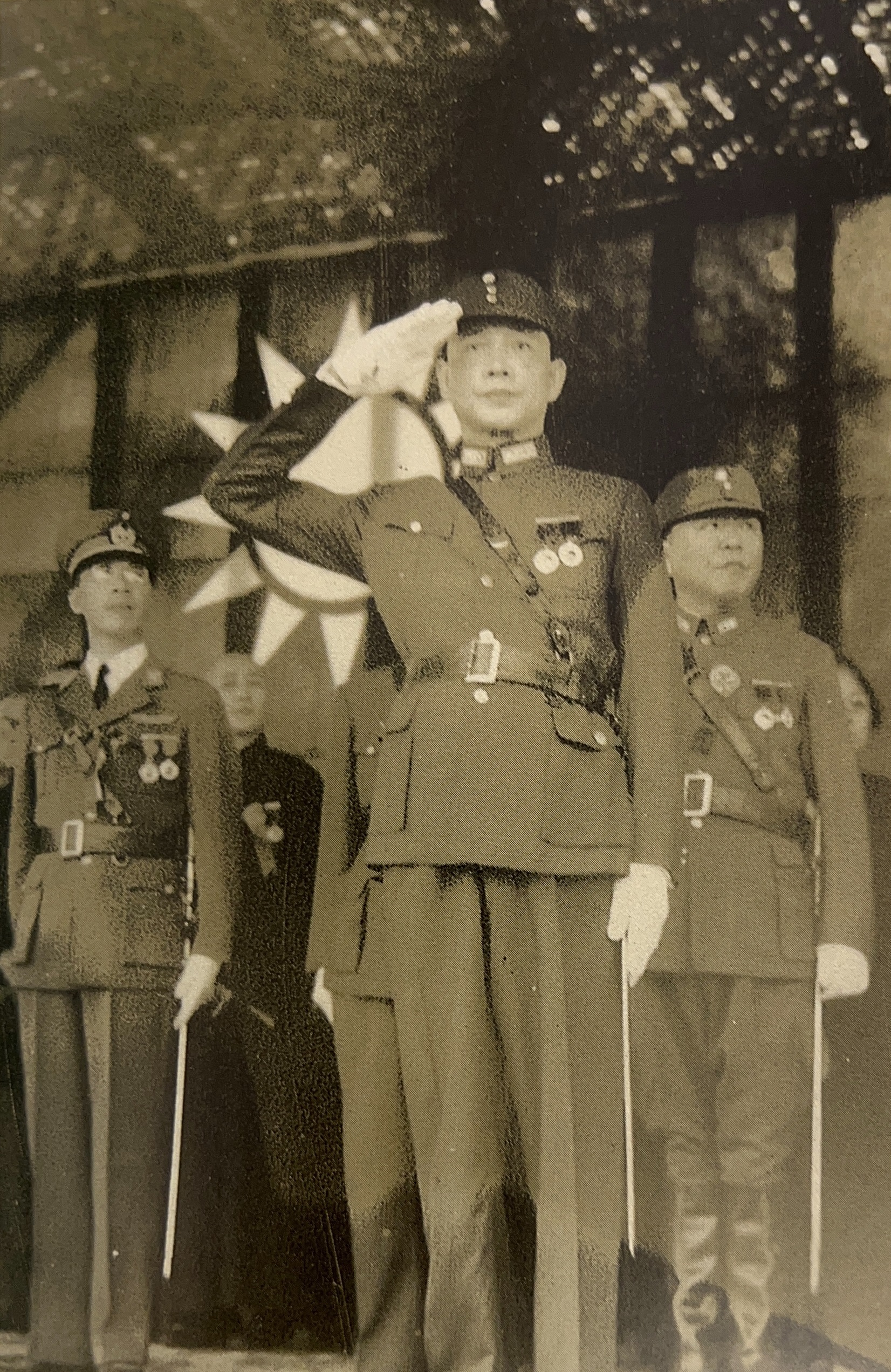
軍服を着た汪兆銘。背後に国民党の党旗が見える。

1939年8月28日から30日にかけて、汪兆銘は上海のジェスフィールド76号で密かに国民党第六次全国代表大会を開催した。
汪は大会で臨時主席を務め、日中戦争に関する国内情勢について政治報告を行った。大会では「党務の再編に関する決議」と2つの仮議案が可決された。重慶での蔣介石の国民党による全ての決議と命令を無効とすることを決定したほか、汪を国民党中央執行委員会主席に選出し、「和平反共建国」のスローガンに基づいて「中国国民党の政治綱領の改定」、「反共基本国策の決定」、「日本との早期の国交回復」、「中央政治委員会の認可」、「憲法制定のための早期の国会招集」などからなる議案を可決した。
1940年3月30日に汪は新たな国民政府を南京に樹立した。南京では「国民政府還都儀式」が行われ、首都を重慶から南京に移す形式を取って自らが国民党の正当な後継者であることを示した。汪は「和平建国の十大綱領」を発表し、汪の国民党はこの政府における唯一の合法的な指導政党として一党独裁制を敷いた。
当初南京政府は重慶政府の主席である林森を建前上の政府主席とし、汪は「主席代行」として行政院長と国民党中央執行委員会常務委員会主席を兼任して実権を握っていた。しかし同年11月30日の日華基本条約の締結に合わせて正式に汪が主席となった。
1944年11月10日、汪は療養先の名古屋で客死した。 11月12日、南京の中央政治委員会は緊急会議を開き、主席を代行していた陳公博を政府主席、党主席、行政院長、軍事委員長に任命することを決めた。 陳は11月20日の就任時に、汪が定めた方針を堅持し、戦争の進展や現状がいかに切迫していても揺るがないことを表明した。1945年1月には周仏海が上海市長に就任した。
1945年8月15日に日本が降伏すると、陳と周は翌16日に南京で中央政治委員会の中間会議を開き、南京政府および南京の国民党を含む全ての機関の解散・廃止を発表した。

## 党のシンボル
汪兆銘の国民党のシンボルは、分裂元の国民党のものを引き継いでいる。党章は青天白日章、党旗は青天白日旗、党歌は「三民主義歌」である。

## 歴代の党主席
| 代 | 姓名   | 肖像 | 在任期間       | 在任期間              | 備考                                 |
| 代 | 姓名   | 肖像 | 就任           | 退任                  | 備考                                 |
| -- | ------ | ---- | -------------- | --------------------- | ------------------------------------ |
| 1  | 汪兆銘 |      | 1939年9月29日  | 1944年11月10日 (死去) | 国民党第六次全国代表大会で主席に選出 |
| 2  | 陳公博 |      | 1944年11月20日 | 1945年8月16日         | 南京国民政府の解散に伴い党解散。     |